# Fortaleza de Modlin

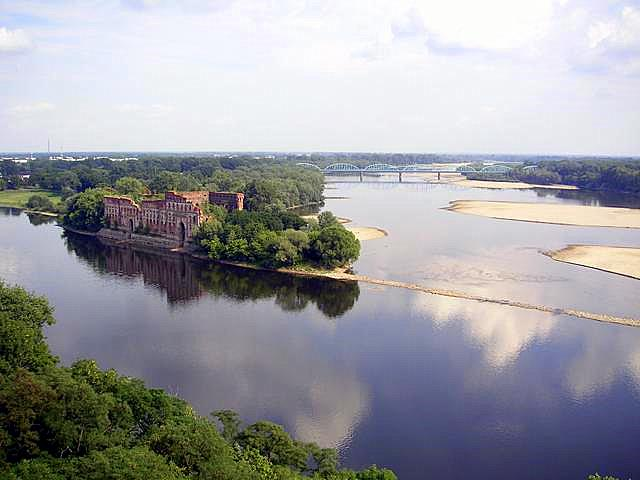
Uma das pontes do outro lado do rio Bugo-Narew.

Fortaleza de Modlin (em polonês: Twierdza Modlin) é uma das maiores fortalezas do século XIX da Polônia. Está localizada na cidade de Nowy Dwór Mazowiecki, a 50 quilômetros do norte de Varsóvia. 
Foi renomeada para Novogeorgievsk (Новогеоргиевская крепость) após ser tomada pelos russos em 1813.